# Mercury Mountaineer
Mercury Mountaineer – samochód osobowy typu SUV klasy wyższej produkowany pod amerykańską marką Mercury w latach 1996 – 2010.

## Pierwsza generacja

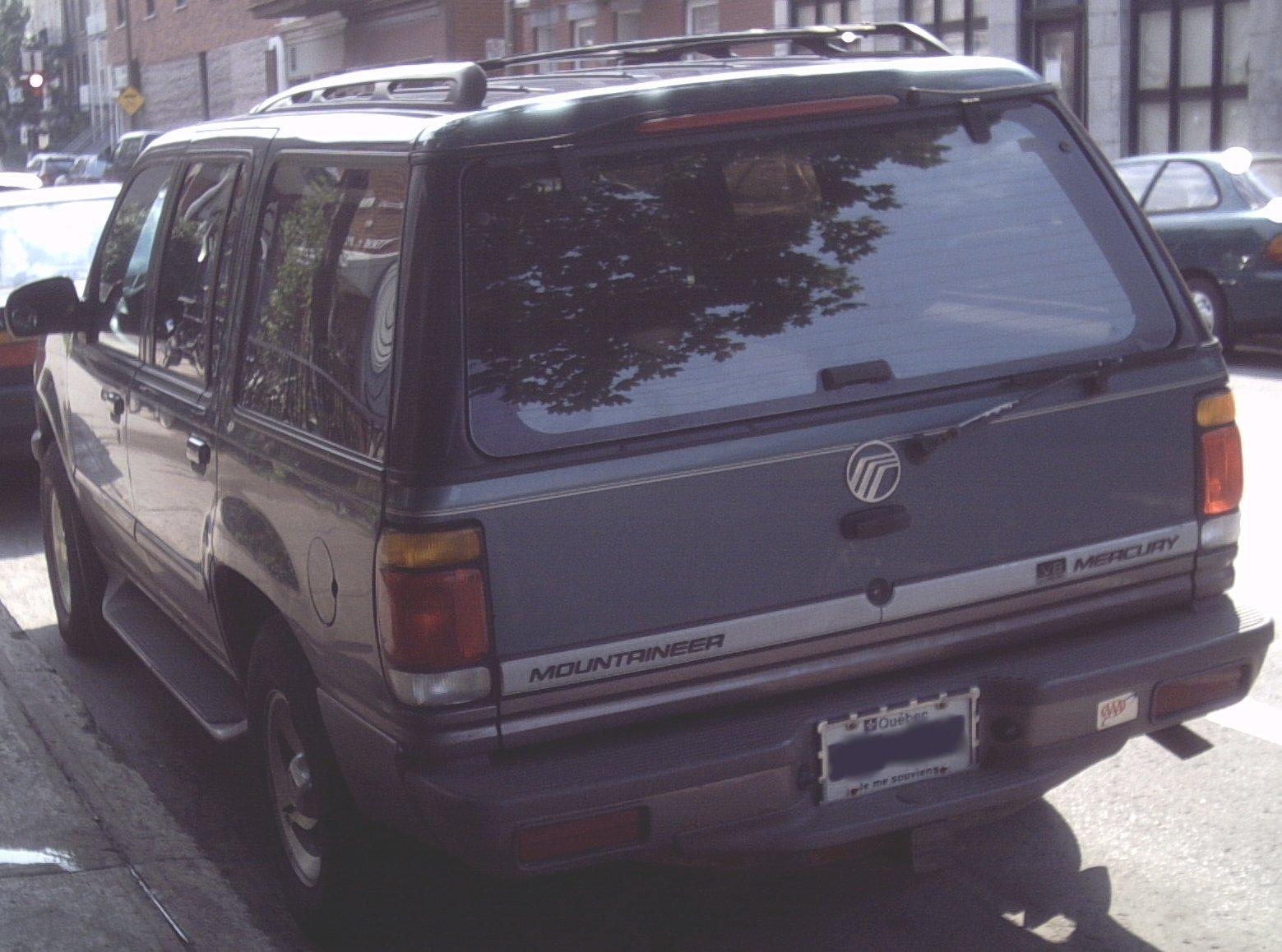
Mercury Mountaineer I - tył

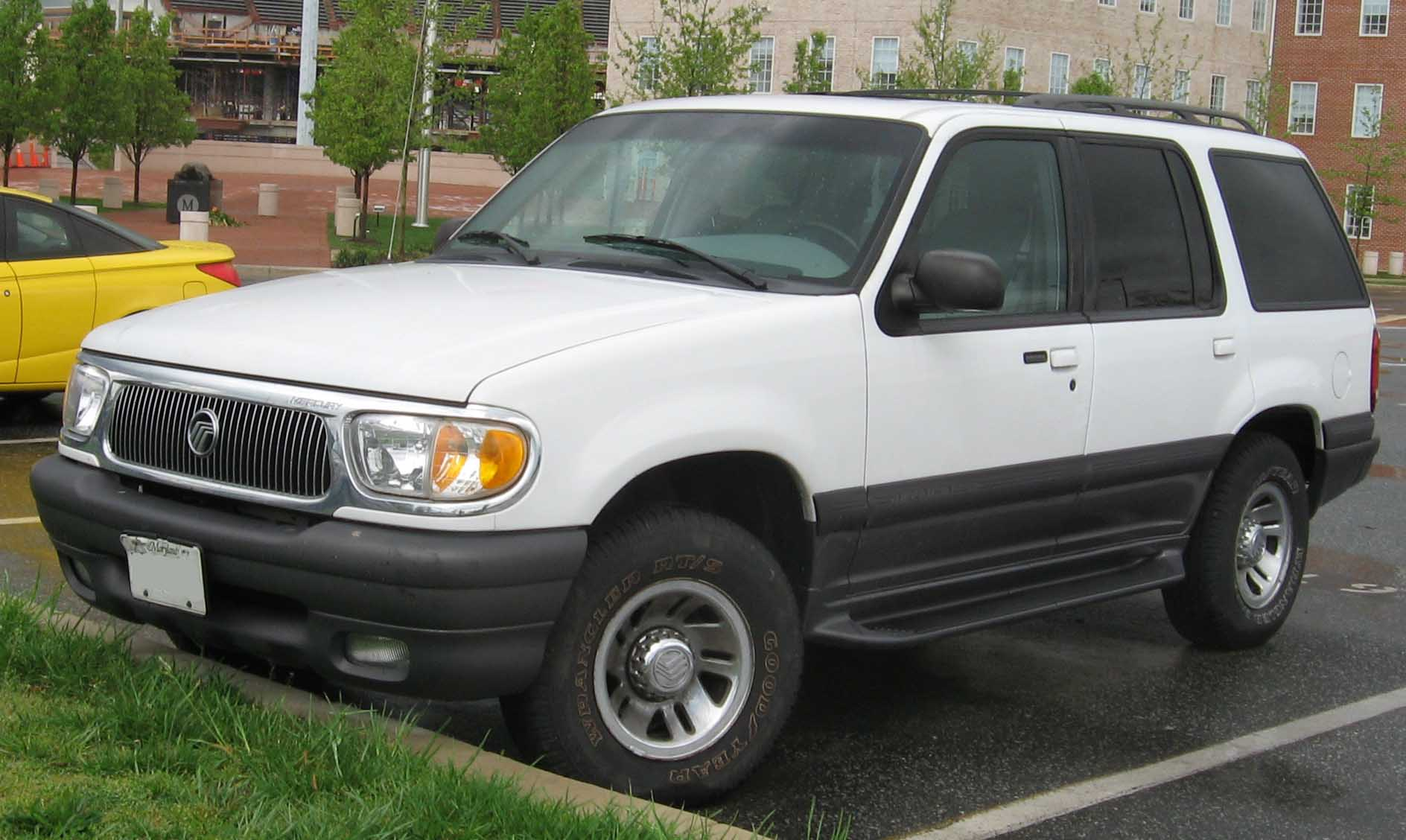
Mercury Mountaineer I po liftingu

Mercury Mountaineer I został zaprezentowany po raz pierwszy w 1996 roku.
Półtora roku po premierze drugiej generacji Forda Explorera, amerykański koncern postanowił poszerzyć portfolio SUV-ów bogato wyposażoną odmianę oferowaną pod znaczkiem Mercury. Samochód otrzymał nazwę Mountaineer i był pierwszym tego typu pojazdem w historii marki.
Od Explorera, jak na standardy marki, wariant Mercury odróżniał się jednak w niewielkim stopniu pod kątem wizualnym - nie zdecydowano się na modyfikacje w wyglądzie z wyjątkiem innego wzoru atrapy chłodnicy, którą wyłożono chromem, a także innymi dostępnymi kolorami nadwozia. 

### Lifting
Sprzedaż Mountaineera I nie satysfakcjonowała producenta, dlatego w 1998 roku zdecydowano się przeprowadzić modernizację samochodu.
W jej ramach zmienił się kształt reflektorów, pojawił się też inny kształt zderzaków. Całokształt zmian wizualnych pozwolił odróżnić Mountaineera od bliźniaczego modelu Forda, nadając mu bardziej indywidualne cechy wyglądu.

### Silniki
- V6 4.0l Cologne
- V8 5.0l Windsor

## Druga generacja

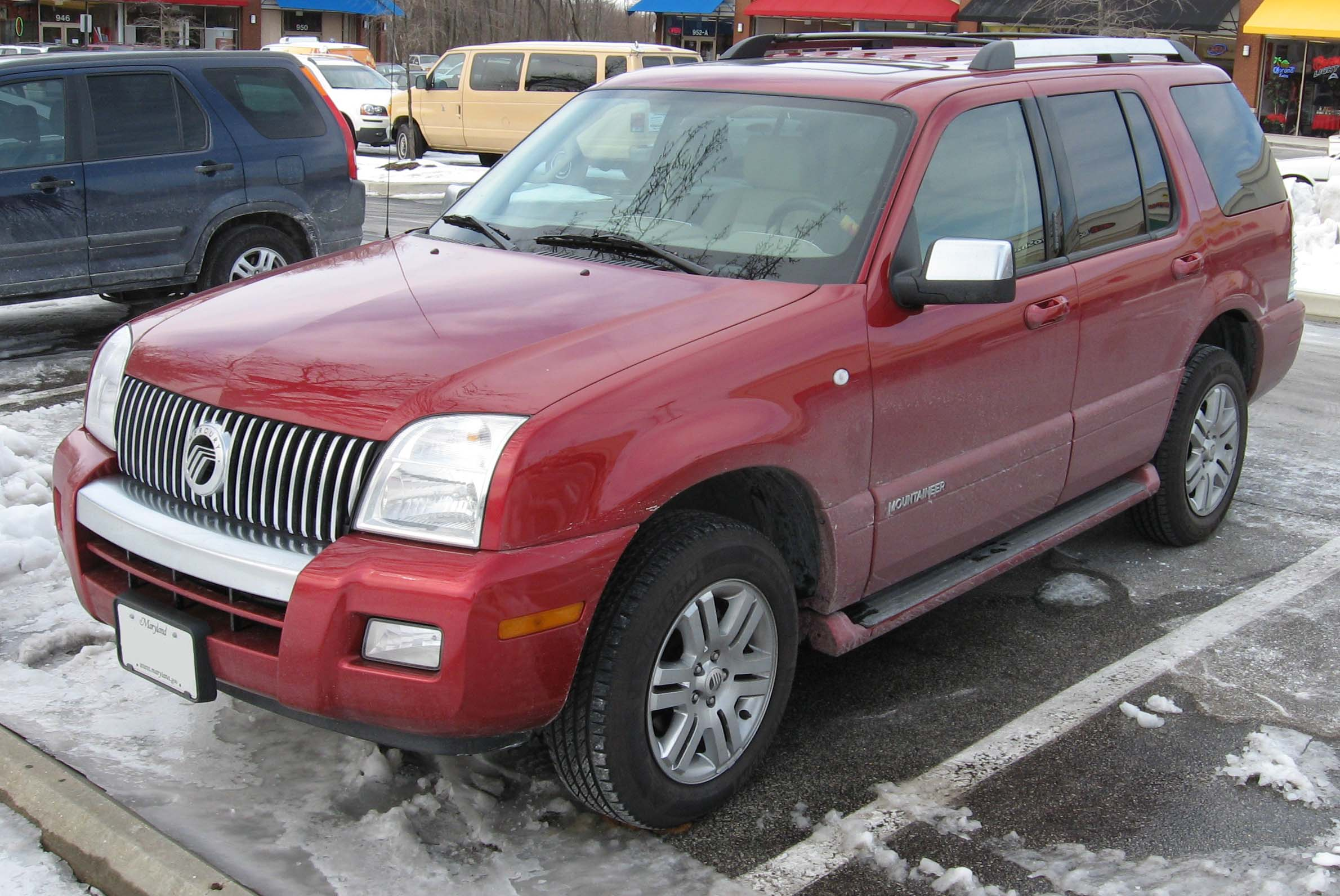
Mercury Mountaineer II po liftingu

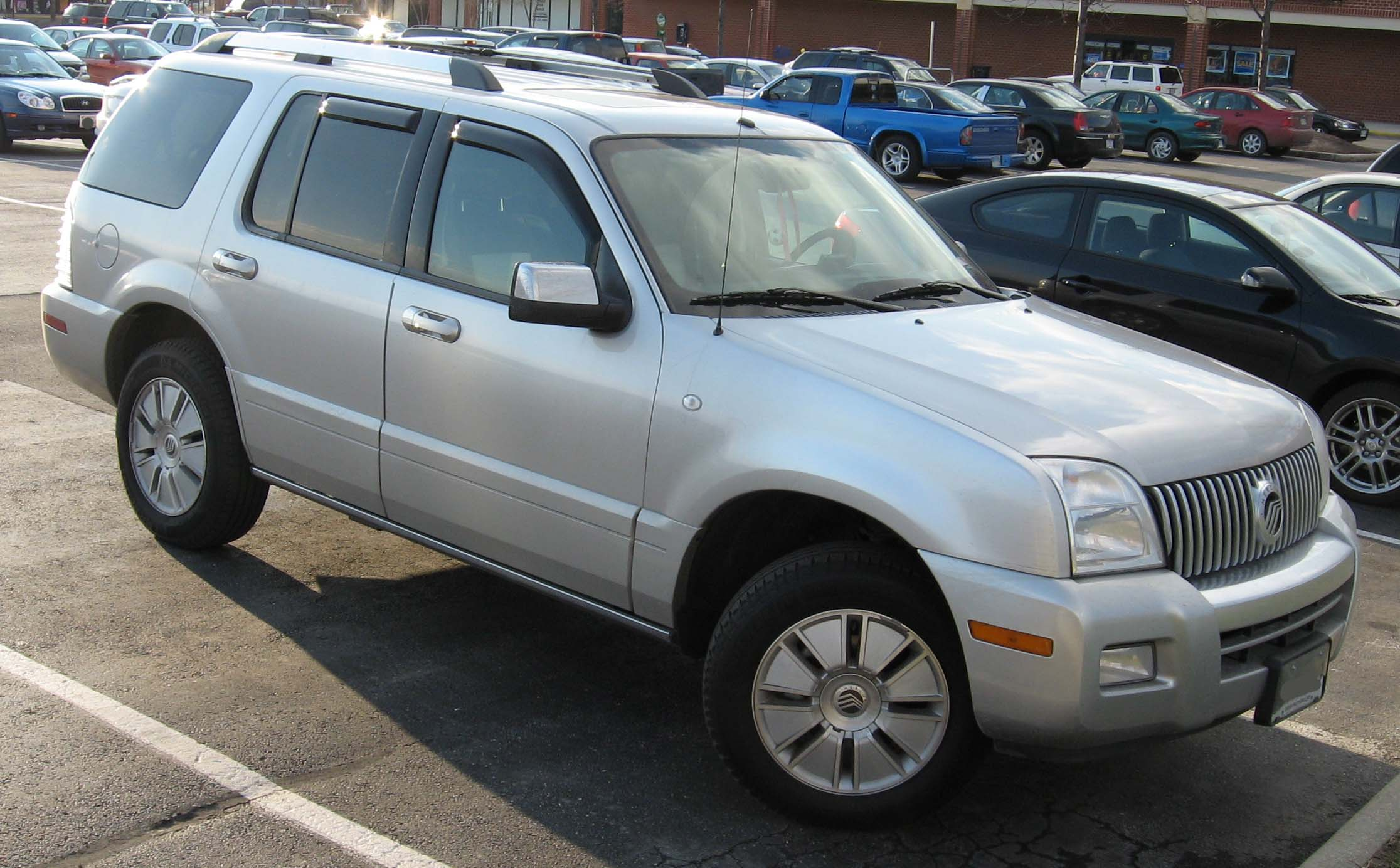
Mercury Mountaineer II Premier po liftingu

Mercury Mountaineer II został zaprezentowany po raz pierwszy w 2000 roku.
W listopadzie 2000 roku, tym razem równolegle z bliźniaczym modelem Forda, Mercury przedstawiło zupełnie nową, drugą generację Mountaineera. Samochód przeszedł istotne zmiany zarówno pod kątem stylistyki, jak i listy wyposażenia oraz pozycjonowania w portfolio marek koncernu Forda. Pojawiła się masywniejsza sylwetka, a także dłuższe, szersze i wyższe nadwozie.
Ponadto pojawił się charakterystyczny, inny kształt reflektorów pozwalający odróżnić Mountaineera II od Forda Explorera. Samochód był pozycjonowany jako samochód pośredni między przystępnym cenowo Explorerem, a luksusowym Lincolnem Aviatorem.

### Lifting
W 2005 roku Ford zaprezentował kolejne wcielenie Explorera, będące de facto jedynie głęboko zmodyfikowanym poprzednikiem. W przypadku Mountaineera samochód również promowano jako nową, trzecią generację, jednak w przypadku SUV-a Mercury zmiany okazały się symboliczne - zamontowano inny kształt zderzaków, a także zmodernizowano listę wyposażenia.

### Silniki
- V6 4.0l Cologne
- V8 5.0l Modular